# 关帝庙站
关帝庙站是陇海铁路上的一个铁路车站，位于河南省郑州市荥阳市豫龙镇关帝庙村，建于1956年，目前为四等站，邮政编码为450121。目前客运：办理旅客乘降；不办理行李、包裹托运；货运：办理整车货物发到；不办理危险货物发到。